# Ekstraliga (Schach) 2004
Die Ekstraliga (Schach) 2004 war die dritte Austragung der Ekstraliga und die 60. Polnische Mannschaftsmeisterschaft im Schach. Polnischer Mannschaftsmeister wurde zum sechsten Mal in Folge die Mannschaft von KS Polonia Plus GSM Warszawa. Aus der I liga waren durch den Rückzug von ASSz Miedź Legnica im Vorjahr mit KS Damis Warszawa (der zweiten Mannschaft von Polonia Warszawa), KSz Juvena Hańcza Suwałki und KSz Drapol-Jantar Pruszcz Gdański drei Mannschaften aufgestiegen. Rein sportlich erreichten Damis Warszawa und Suwałki den Klassenerhalt, allerdings zog Damis Warszawa seine Mannschaft nach der Saison zurück. Gdański stieg zusammen mit KKS Polonia Wrocław direkt wieder ab.
Zu den Mannschaftskadern siehe Mannschaftskader der Ekstraliga (Schach) 2004.

## Modus
Die zehn Mannschaften spielten ein einfaches Rundenturnier an sechs Brettern, dabei musste am sechsten Brett eine Frau aufgestellt werden. Die zwei Letztplatzierten stiegen in die I liga ab und wurden durch die beiden Erstplatzierten der I liga ersetzt. Über die Platzierung entschied zunächst die Anzahl der Brettpunkte (ein Punkt für einen Sieg, ein halber Punkt für ein Remis, kein Punkt für eine Niederlage), danach die Anzahl der Mannschaftspunkte (zwei Punkte für einen Sieg, ein Punkt für ein Unentschieden, kein Punkt für eine Niederlage).

## Termin und Spielort
Das Turnier wurde vom 4. bis 12. September in Dźwirzyno ausgetragen.

## Abschlusstabelle
| Pl. | Verein                                | Sp | G | U | V | Brett-P.  | MP   |
| --- | ------------------------------------- | -- | - | - | - | --------- | ---- |
| 01. | KS Polonia Plus GSM Warszawa (M)      | 9  | 8 | 1 | 0 | 40,5:13,5 | 17:1 |
| 02. | SS Polfa Grodzisk Mazowiecki          | 9  | 7 | 2 | 0 | 35,0:19,0 | 16:2 |
| 03. | KS Damis Warszawa (N)                 | 9  | 6 | 2 | 1 | 32,5:21,5 | 14:4 |
| 04. | PTSz Płock                            | 9  | 5 | 1 | 3 | 28,5:25,5 | 11:7 |
| 05. | AZS UMCS Lublin                       | 9  | 4 | 2 | 3 | 28,0:26,0 | 10:8 |
| 06. | KSz Juvena Hańcza Suwałki (N)         | 9  | 2 | 2 | 5 | 25,5:28,5 | 6:12 |
| 07. | KS Pocztowiec TP S.A. Poznań          | 9  | 3 | 1 | 5 | 25,0:29,0 | 7:11 |
| 08. | SzKS Zelmer Rzeszów                   | 9  | 1 | 3 | 5 | 22,5:31,5 | 5:13 |
| 09. | KSz Drapol-Jantar Pruszcz Gdański (N) | 9  | 0 | 3 | 6 | 17,5:36,5 | 3:15 |
| 10. | KKS Polonia Wrocław                   | 9  | 0 | 1 | 8 | 15,0:39,0 | 1:17 |

### Entscheidungen
|     | Polnischer Mannschaftsmeister: KS Polonia Plus GSM Warszawa                                                               |
|     | Absteiger in die I liga: KS Damis Warszawa (freiwilliger Rückzug), KSz Drapol-Jantar Pruszcz Gdański, KKS Polonia Wrocław |
| (M) | Meister der letzten Saison                                                                                                |
| (N) | Aufsteiger der letzten Saison                                                                                             |

### Kreuztabelle
| Ergebnisse | Ergebnisse                        | 01. | 02. | 03. | 04. | 05. | 06. | 07. | 08. | 09. | 10. |
| ---------- | --------------------------------- | --- | --- | --- | --- | --- | --- | --- | --- | --- | --- |
| 01.        | KS Polonia Plus GSM Warszawa      |     | 3   | 4   | 4½  | 4½  | 3½  | 5½  | 5   | 5   | 5½  |
| 02.        | SS Polfa Grodzisk Mazowiecki      | 3   |     | 3   | 4   | 3½  | 3½  | 3½  | 5   | 5   | 4½  |
| 03.        | KS Damis Warszawa                 | 2   | 3   |     | 3½  | 3½  | 4½  | 4   | 3½  | 3   | 5½  |
| 04.        | PTSz Płock                        | 1½  | 2   | 2½  |     | 3   | 3½  | 4   | 3½  | 4½  | 4   |
| 05.        | AZS UMCS Lublin                   | 1½  | 2½  | 2½  | 3   |     | 3½  | 3½  | 3   | 4   | 4½  |
| 06.        | KSz Juvena Hańcza Suwałki         | 2½  | 2½  | 1½  | 2½  | 2½  |     | 3   | 3   | 4½  | 3½  |
| 07.        | KS Pocztowiec TP S.A. Poznań      | ½   | 2½  | 2   | 2   | 2½  | 3   |     | 3½  | 4½  | 4½  |
| 08.        | ZKS Zelmer Rzeszów                | 1   | 1   | 2½  | 2½  | 3   | 3   | 2½  |     | 3   | 4   |
| 09.        | KSz Drapol-Jantar Pruszcz Gdański | 1   | 1   | 3   | 1½  | 2   | 1½  | 1½  | 3   |     | 3   |
| 10.        | KKS Polonia Wrocław               | ½   | 1½  | ½   | 2   | 1½  | 2½  | 1½  | 2   | 3   |     |

## Die Meistermannschaft
| 1.            | KS Polonia Plus GSM Warszawa                                                                                          |
| Schachfiguren | Bartłomiej Macieja, Michał Krasenkow, Robert Kempiński, Tomasz Markowski, Bartosz Soćko, Jacek Gdański, Monika Soćko. |